# Silver Lake (Florida)
Silver Lake ist  ein census-designated place (CDP) im Lake County im US-Bundesstaat Florida. Das U.S. Census Bureau hat bei der Volkszählung 2020 eine Einwohnerzahl von 2.101 ermittelt. 

## Geographie
Silver Lake liegt rund 10 km westlich von Tavares sowie etwa 60 km nordwestlich von Orlando. Der CDP wird vom U.S. Highway 441 tangiert.

## Demographische Daten
Laut der Volkszählung 2010 verteilten sich die damaligen 1879 Einwohner auf 943 Haushalte. Die Bevölkerungsdichte lag bei 298,3 Einw./km². 88,3 % der Bevölkerung bezeichneten sich als Weiße, 5,3 % als Afroamerikaner, 0,2 % als Indianer und 3,3 % als Asian Americans. 1,6 % gaben die Angehörigkeit zu einer anderen Ethnie und 1,2 % zu mehreren Ethnien an. 3,9 % der Bevölkerung bestand aus Hispanics oder Latinos.
Im Jahr 2010 lebten in 24,0 % aller Haushalte Kinder unter 18 Jahren sowie 33,1 % aller Haushalte Personen mit mindestens 65 Jahren. 69,2 % der Haushalte waren Familienhaushalte (bestehend aus verheirateten Paaren mit oder ohne Nachkommen bzw. einem Elternteil mit Nachkomme). Die durchschnittliche Größe eines Haushalts lag bei 2,34 Personen und die durchschnittliche Familiengröße bei 2,78 Personen.
21,9 % der Bevölkerung waren jünger als 20 Jahre, 17,4 % waren 20 bis 39 Jahre alt, 32,2 % waren 40 bis 59 Jahre alt und 28,5 % waren mindestens 60 Jahre alt. Das mittlere Alter betrug 49 Jahre. 48,7 % der Bevölkerung waren männlich und 51,3 % weiblich.
Das durchschnittliche Jahreseinkommen lag bei 60.259 $, dabei lebten 14,1 % der Bevölkerung unter der Armutsgrenze.
Im Jahr 2000 war Englisch die Muttersprache von 98,29 % der Bevölkerung und spanisch sprachen 1,71 %.